# ۱۶۶۰ (میلادی)
۱۶۶۰ (میلادی) هزارو ششصد و شصتمین سال تقویم میلادی است.

## رویدادها
- پارلمان انگلستان شاهزاده چارلز استوارت را به شاهی، با عنوان شاه چارلز دوم انگلستان، منصوب کرد.

## زادگان
- ۲ مه – الساندرو اسکارلاتی، آهنگساز ایتالیایی (د. ۱۷۲۵)
- ۲۱ اکتبر – جرج ارنست استال، شیمی‌دان آلمانی (د. ۱۷۳۴)
- ۲۰ مه – آندرئاس شلاوتر، معمار و مجسمه‌ساز آلمانی (د. ۱۷۱۴)

## درگذشتگان
- ۳۰ ژوئن – ویلیام اوترد، ریاضی‌دان بریتانیایی (ز. ۱۵۷۵)
- ۶ اکتبر – پل اسکارون، نویسنده و شاعر فرانسوی (ز. ۱۶۱۰)
- ۶ اوت – دیه‌گو ولاسکز، هنرمند و نقاش اسپانیایی (ز. ۱۵۹۹)